# Josep Maria Beà
Josep Maria Beà   (Barcelona, 11 de març de 1942) és un autor de còmics, il·lustrador, novel·lista i editor que es va formar a l'agència Selecciones Ilustradas i que va destacar pels seus còmics de terror que va editar per l'editorial Warren Publishing a la dècada de 1970 i pels còmics de ciència-ficció i de fantasia d'arrel surrealista de principis de la dècada de 1980. Va ser al costat de Carlos Giménez, Enric Sió, Esteban Maroto i Jordi Bernet un dels renovadors del còmic espanyol. També va ser el primer autor espanyol a desenvolupar i dibuixar els seus propis guions als Estats Units. Va signar algunes de les seves obres amb variacions del seu nom com ara José Beá, José Mª Beá i amb pseudònims com Norton o Sánchez Zamora, mitjançant els quals va abordar el còmic eròtic o el còmic policíac. Josep Maria Beà és un dels autors més importants del boom del còmic adult a Espanya.

## Biografia
Josep Maria Beà, fill d'un comerciant d'olis i sabons, considerà que es va dedicar al dibuix perquè quan era petit vivia a prop d'un quiosc que va significar per a ell una taula de salvació durant la post-guerra civil, ja que va poder conèixer les aventures del Capità Marvel de Clarence Charles Beck i El Inspector Dan de la Patrulla Volante d'Eugenio Giner, que van ser els personatges favorits de la seva infantesa. Beà també va rebre la influència dels autors Ambrós, Luis Bermejo, Boixcar i Juan García Iranzo i dels còmics d'humor de les revistes Billiken, El DDT, Pulgarcito, Jaimito, Pocholo i TBO.
Josep Maria era tant aficionat als còmics que quan tenia vuit anys va patir una intoxicació aguda per llepar la tinta de les seves portades i el van haver d'ingressar a l'Hospital Clínic de Barcelona. Relacionat amb la medicina, un seu oncle el portava de visita a hospitals i li deixava llibres d'anatomia com els d'Andrés Vesalio. Beà també era molt aficionat a la ciència-ficció, tant cinematogràfica (Frankenstein, The Thing From Another World, Ultimàtum a la Terra, The Quartermass Experiment) com literària (Jules Verne i H.G. Wells).
Respecte a la seva educació formal, va estudiar batxillerat als Germans Maristes de les Escoles i dibuix i modelat a l'Escola d'Arts i Oficis Artístics de Barcelona al mateix temps que començava a fer els seus primers còmics de manera amateur.

### Primers treballs (1957-1969)
Quan tenia tretze anys, Josep Maria Beà va començar a anar a l'agència Selecciones Ilustradas dirigida per Josep Toutain on va rebre novatades i on el van tutelar Rafael López Espí i Tunet Vila. L'any següent, quan ja havia deixat l'escola, va entrar a formar part de la primera plantilla de dibuixants de Selecciones Ilustradas on se li va encarregar que copiés dibuixos de Dan Barry, Stan Drake, Harold Foster, Alex Raymond i Frank Robbins durant diversos mesos per a madurar el seu estil fins que va començar a dibuixar en treballs dirigits al públic del còmic franco-belga i al diari Solidaridad Nacional (1958-59), com per exemple Vida de Carlos Gardel. Després va fer innombrables còmics romànitics per l'editorial britànica Fleetway fins que va aconseguir permís de Toutan per a crear una sèrie de còmics de ciència-ficció guionitzada per Blay Navarro, Johnny Galaxia (1959-61) que va ser rebatejada amb el títol d'Space Ace que era una còpia del Flash Gordon de Dan Barry que es va vendre a diversos països.
Entre els disset i vint anys, Beà també va tocar la guitarra elèctrica en el conjunt musical Los Dálmatas que era liderat pel cantant Pepe González amb el que van fer gires per la Costa Brava, i va començar a treballar en una petita agència d'animació dedicada a la publicitat, tot i que continuava vivint del seu treball en el món del còmic i la il·lustració. A la Semana del Cine en Color va conèixer a Norman McLaren.
Com que l'estil comercial que li imposaven no li satisfeia, després de fer el servei militar, va fer una empresa de maquinàries excavadores. Beà va anar entrant en contacte amb un grup de pintors de Barcelona com Francesc Artigau i el 1965 se'n va anar a París per estudiar a l'Académie Julian i a l'École Supérieur des Beaux Arts. A allà va descobrir l'obra de Francis Bacon i sobretot, de Max Ernst, que va ser una gran referència per Beà. A més a més també va participar en la primera edició del Festival Internacional de Cinema Fantàstic de Catalunya de Sitges el 1967.

### L'aventura americana
Quan va tornar de París, al cap de tres anys, es va tornar a instal·lar a Barcelona on es va dedicar sense gaire èxit al negoci de les joguines d'importació i per això va haver de tornar a realitzar còmics romàntics per l'editorial britànica IPC i il·lustracions per a llibres d'Enyd Blyton. Tot i això, Beà va poder gaudir de llibertat creativa en els dibuixos que va dibuixar per a la revista de ciència-ficció, Nueva Dimensión i per a Drácula. Aquesta col·laboració li va permetre entrar en contacte amb altres autors com Enric Sió i Esteban Maroto. En aquesta època va començar a experimentar amb el collage, l'estuc, el frottage (fregament d'un llapis sobre una fulla col·locada sobre un objecte, que fa que s'imprimeixi la seva forma i textura) i l'esprai sobre plantilla i es va deixar influir per il·lustradors estatunidencs com Mark English, Richard Sparks i Leo i Diane Dillon, entre d'altres. En aquest moment de llibertat creativa, Beà entregava historietes abstractes com Emotivaciones 68 i el que considera com el seu primer còmic d'autor, Sir Leo. També inicià la il·lustració del llibre Seres, dioses y espacios, un bestiari de Lovecraft per a la New English Library que no es va publicar totalment perquè no va trobar editor.
Josep Maria Beà va continuar dibuixant en el gènere del còmic de terror durant els cinc anys que va treballar de manera continuada per l'editorial estatunidenca Warren Publishing. El seu primer treball per a aquesta editorial fou The silver thief and the pharoah's daughter, guionitzat per Dean Latimer per la revista Vampirella nº13 (1971). En aquesta editorial va coincidir amb alguns dels seus ídols, com Alex Toth, i va introduir referències pictòriques en la seva obra. El seu còmic The Picture of Death, publicat a la revista Creepy (edició estatunidenca nº 45, 1972), un homenatge a Hieronyumus Bosch, el va convertir en el primer autor espanyol que va desenvolupar els seus propis guions. El 1973 va rebre el premi Warren al millor guió per The Accursed Flowers, una obra basada en un mite tradicional d'Altafulla, que va significar el reconeixement internacional de l'autor. El 1976 va començar la seva pròpia sèrie de còmics, Tales of Peter Hypnos per a Eerie. En Josep Maria considera que aquesta fou l'etapa en què va aconseguir majors satisfaccions a nivell professional i econòmic.

### El boom del còmic adult a Espanya (1975-1986)
Josep Maria Beà va fundar un estudi amb Manel Ferrer durant l'època del boom del còmic adult a Espanya. Entre el 1975 i el 1977 va realitzar còmics eròtics i d'humor firmant amb el pseudònim de Norton per a les revistes El Papus i Eh!, Muchas Gracias i Mata Ratos de l'editorial Garbo. El 1980 fou condemnat a sis anys d'inhabilitació a causa d'una d'aquestes obres per un delicte d'escàndol públic i va haver de falsejar les dates dels seus treballs per a poder seguir publicant fins que el van indultar el 1983. A més a més, l'Editorial Garbo va deixar d'editar còmics el 1978 i va obligar a Beà a buscar treball decorant souvenirs.
El 1979 va començar a treballar a la revista El Víbora que va abandonar al segon número degut a diferències generacionals, a Comix Internacional i a la revista 1984, sota la direcció de Josep Toutain, que buscava ara en ell el que anomenava "el punt Beà", un toc d'excentricitat que abans l'editor havia defugit. En aquesta última revista va publicar Historias de taberna galáctica, una sèrie limitada de ciència-ficció que li va fer adquirir molta popularitat i amb la qual el 1981 va guanyar el Premi a la Millor Obra que El Club Amics de la Historieta li va entregar a la primera edició del Saló del Còmic de Barcelona. També a 1984 va publicar l'obra En un lugar de la mente (1981-82).
El 1982 Josep Maria Beà va fundar conjuntament amb Luis García Mozos, Alfonso Font, Carlos Giménez i Adolfo Usero la revista Rambla, de la que va ser co-director i el 1983 van constituir l'empresa Garcia/Beà Editores. En aquesta revista va fer la sèrie de còmics La esfera cúbica, La Muralla i l'autobiogràfica Siete Vidas, a més d'altres obres sota heterònims com Las Percas, Sánchez Zamora (El estado de Joey, 1984), Pere Calsina, Sito o J. M. (Gustoso Accedo Jr.), cadascun amb un estil diferent, per a cobrir les absències que s'anaven produint. A més a més va realitzar el guió de Androstar per a Tomás Marco Nadal i seccions com Laboratorio en la que presentava invents desfassats. L'autor afirmà que aquesta és l'època en què va treballar més però va guanyar menys diners. En aquesta època també es va matricular en la Facultat de Psicologia de la Universitat de Barcelona però no va acabar la llicenciatura.
El 1985 va constituir el segell Intermagen que va editar La Técnica del Cómi, un manual publicat en forma de col·leccionable per als quioscs que va fer juntament amb Pasqual Ferry, diversos àlbums compiladors de la seva obra anterior i les revistes per a adults, Caníbal i Gatopardo i infantils, Chucho Larguirucho i Monstruos & Co./Bichos (1986) en les que col·laboren Curro Astorga, Francisco Bellido, Jesús de Cos, Alberto Calvo, Clos, Jaime Martín i Miguel, entre d'altres.

### Nous interessos (1987 - present)
A finals de la dècada de 1980 Beà es va traslladar a Castelldefels. El 1987 va realitzar diverses historietes breus per a la revista Zona 84. El 1989 en va fer per Makoki. Des d'aquest any fins al 1992 va treballar només en obres alimentàries, i en diverses revistes pornogràfiques de l'editorial Iru (El Cuervo, La judía verde i El Pachá) en les que va signar amb els pseudònims de Sánchez Zamora i Valls. No es coneixen les raons de per què Josep Maria Beà va abandonar el món del còmic, però l'autor ho ha atorgat tant a la crisi del mercat del còmic com a la carència de motivació o a haver assolit el sostre de les seves possibilitats que el portarien a una decadència o per haver desenvolupat interès per altres disciplines artístiques com la literatura, el disseny digital, la música i l'escultura.
D'aquesta manera, Beà, aconsellat per Andreu Martín, va iniciar una sèrie de novel·les juvenils de temàtica fantàstica integrada per les obres Andar entre las estrellas (1994), Si pudiera recordar (1995), Más allá de la luz (1996) i Fugitivos de la razón (1997), editades totes elles per l'editorial Anaya i l'obra d'SM Editorial, Un lugar en mis sueños (1998).
El 1989 va realitzar la sèrie de televisió Doctor Vapor, Mestre Inventor composta per 26 minuts de tres minuts de duració. Era una espècie d'Invents del TBO en la que ideava estranys artefactes i va ser emesa pel programa Plàstic de TV3. També va iniciar altres projectes com una adaptació de les seves Historias de taberna galáctica que no van prosperar.
Beà també ha creat l'empresa Digital Art amb el seu antic deixeble, Jaime Martín que es dedica a la il·lustració hipermèdia, la realització de publicitat i de Guió il·lustrat, com el de la pel·lícula de 1999, La ciutat dels prodigis.
A principis del segle xxi, Josep Maria Beà va reeditar algunes de les seves obres més conegudes a Glénat Editions. El 2003 va guanyar el Gran Premi del Saló Internacional del Còmic de Barcelona per a la seva carrera. Tot i això, en aquests anys, Beà està més interessat per la música electrònica i per això en reedició de la seva obra La esfera cúbica (2008) va incorporar música que havia fet expressament juntament amb Sergi Puertas. Puertas també va publicar Poesia para bacterias (Cuerdos de atar, 2008), en la que presenta algun exemple de la molt poc coneguda obra poètica de Beà. Finalment, Josep Maria Beà també s'ha dedicat a construir artefactes electroacústics que no tenen cap utilitat.
2016. Premio de la AACE (Asociación de Autores de Cómic de España) en reconocimiento a toda una carrera profesional en el cómic.
2016. Premio honorífico Cryptshow Festival de Cine Fantástico y de Terror, en reconocimiento a su carrera profesional.
2017. Gran Premio Salón del Cómic de Getxo, en reconocimiento a su carrera profesional.

## Llegat i influència
Normalment s'adscriu a Josep Maria Beà a una tendència surrealista dins el boom del còmic adult a Espanya. Aquesta es manifesta per un "sentit de l'humor molt intel·ligent i sarcàstic proper a la mofa i en l'exploració de l'inconscient, que és el tema principal de la seva pròpia poètica". Beà, interessat en la psicologia, posava en pràctica des de la hipnosis a l'entrenament autogen (tècnica psicoterapèutica basada en la concentració passiva en sensacions físiques, propera a la tècnica de la meditació) desenvolupat pel neuròleg berlinès Johannes Heinrich Schultz per a aconseguir una riquesa d'imatges més gran.
Beà sempre ha estat un experimentador incansable i ha canviat d'estil freqüentment i ha estat interessat per la "busca més que no pas en el resultat de la mateixa". En obres com Peter Hipnos o Historias de taberna galáctica Beà no era totalment conscient de com influirien els seus experiments gràfics fins al moment d'acabar-les del tot.
Beà, que sempre ha considerat que el guió és més important que el dibuix, s'ha definit a si mateix com un "narrador d'històries correcte" i que perdria tot interès si només hagués de plasmar guions aliens.

## Obres
Còmics i historietes
| Anys      | Títol                                              | Publicació                      | Altres dades                   |
| --------- | -------------------------------------------------- | ------------------------------- | ------------------------------ |
| 1958      | Relatos Biográficos                                | S.I. per al Noticiero Universal |                                |
| 1959      | William Tell                                       | Selecciones Ilustradas          |                                |
| 1959      | Space Ace                                          | Selecciones Ilustradas          |                                |
| 1960      | Johnny Galaxia                                     | Selecciones Ilustradas          |                                |
| 1965      | Sir Leo                                            | revista de "Drácula". Burulan   | Algunes amb guió de Luis Vigil |
| 1970      | L'hereu d'en Massagran                             | Guions de Ramón Folch           | "Patufet". Baguñá H.H.         |
| 1971-1976 | Historias de terror para Creepy, Eerie, Vampirella | Warren Publishing Co.           |                                |
| 1972      | Seres, dioses y espacios                           | New English Library             | Guions de Josep Lórman         |
| 1976      | Cuentos de Peter Hypnos                            | Warren Publishing Co.           |                                |
| 1979      | Cartas del manicomio                               | Ediciones La Cúpula             |                                |
| 1981      | Historias de Taberna Galáctica                     | Toutain Editor, S.A.            |                                |
| 1982      | Once Nombres                                       | Editorial Intermágen. S.A.      |                                |
| 1983      | En un lugar de la mente1                           | G&B S.A.                        |                                |
| 1983      | En un lugar de la mente2                           | G&B S.A.                        |                                |
| 1983      | Siete vidas                                        | Editorial Intermágen S.A.       |                                |
| 1984      | El estado de Joey                                  | Editorial Intermágen. S.A.      |                                |
| 1984      | La Esfera Cúbica                                   | G&B S.A.                        |                                |
| 1985      | Norton                                             | Editorial Intermágen. S.A.      |                                |
| 1985      | Mediterráneo                                       | Editorial Intermágen. S.A.      |                                |
| 1986      | La técnica del cómic                               | Editorial Intermágen. S.A.      |                                |
| 1987      | La Muralla                                         | Toutain Editor.S.A.             |                                |
| 1987      | Cerca del Mar                                      | Editorial Juventud. S.A.        |                                |
| 1987      | ABC de papel                                       | Editorial Juventud. S.A.        |                                |
| 1988      | La tarde de excursión                              | Editorial Juventud. S.A.        |                                |
| 2001      | En un lugar de la mente                            | Glénat                          |                                |
| 2002      | Historias de Taberna Galáctica                     | Glénat                          |                                |
| 2008      | La Esfera Cúbica                                   | Glénat                          |                                |
| 2016      | Historias de Taberna Galáctica                     | Trilita Ediciones               |                                |
| 2017      | Josep Maria Beà: El hombre los mil estilos         | Trilita Ediciones               |                                |
| 2017      | Siete vidas                                        | Astiberri                       |                                |
| 2017      | La Muralla                                         | Trilita Ediciones               |                                |

Literària
| Any  | Títol                     | Editorial |
| ---- | ------------------------- | --------- |
| 1994 | Andar entre las estrellas | Anaya     |
| 1995 | Si pudiera recordar       | Anaya     |
| 1996 | Más allá de la luz        | Anaya     |
| 1997 | Fugitivos de la razón     | Anaya     |
| 1998 | Un lugar en mis sueños    | SM        |

Musical
| Any  | Títol                                         | Editorial         | Altres dades                    |
| ---- | --------------------------------------------- | ----------------- | ------------------------------- |
| 2008 | La Esfera Cúbica (banda sonora)               | Glenat            | Col·laboració amb Sergi Puertas |
| 2017 | Historias de Taberna Galáctica (banda sonora) | Trilita Ediciones | Col·laboració amb Sergi Puertas |

Audiovisual
| Any  | Títol        | Productora                      | Altres dades |
| 1989 | Doctor Vapor | Mad Televisión, El Jueves i TV3 | 23 capítols  |